# Ortsteil

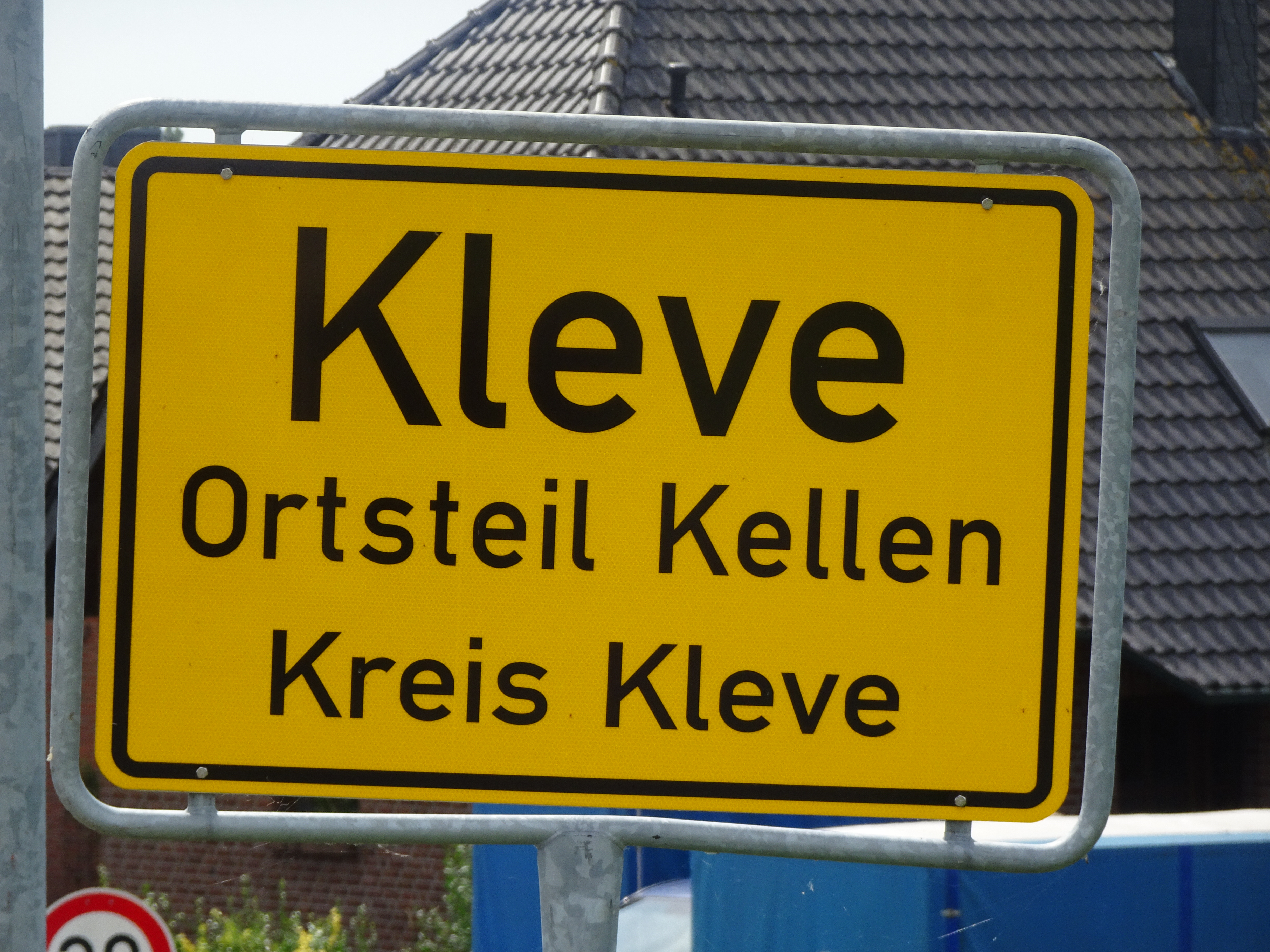
Gemeente Kleef, Ortsteil Kellen, Kreis Kleve

Een Ortsteil, Stadtteil, of Dorfschaft is een (woon)kern met een eigen naam in een Duitse gemeente of stad. Niet alleen delen of wijken van een plaats worden aangeduid als Ortsteil, maar ook dorpen die vroeger een zelfstandige gemeente vormden en later werden geannexeerd. De letterlijke Nederlandse vertaling stadsdeel is dan ook slechts ten dele juist.
Op de grens van de bebouwde kom van dorpen staan gele plaatsnaamborden met de naam van de gemeente, van het Ortsteil en van de Kreis. Deze borden, Zeichen 310 en Zeichen 311, impliceren ook het begin en het einde van de snelheidsbeperking binnen de bebouwde kom.

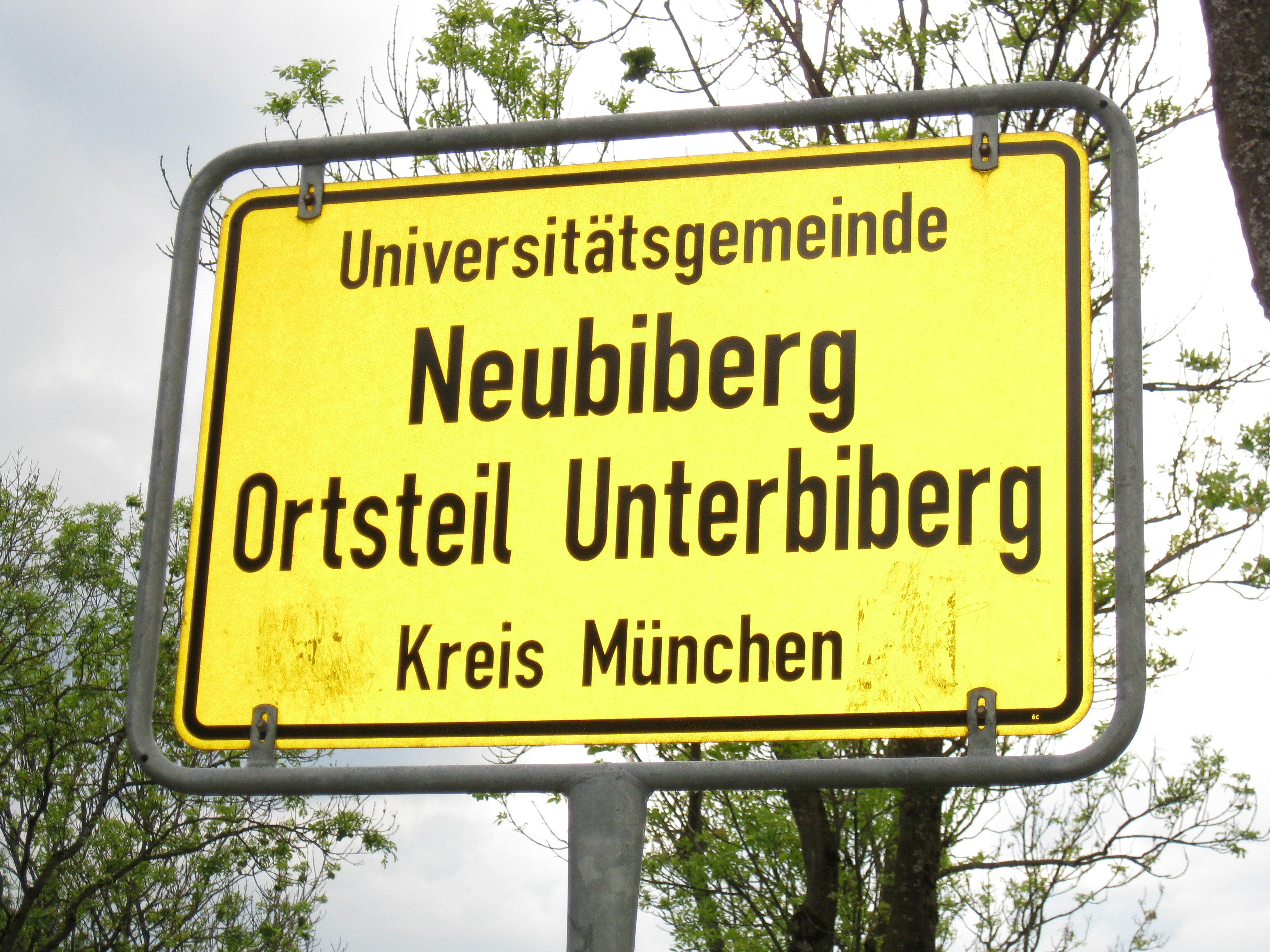
Gemeente Neubiberg, Ortsteil Unterbiberg
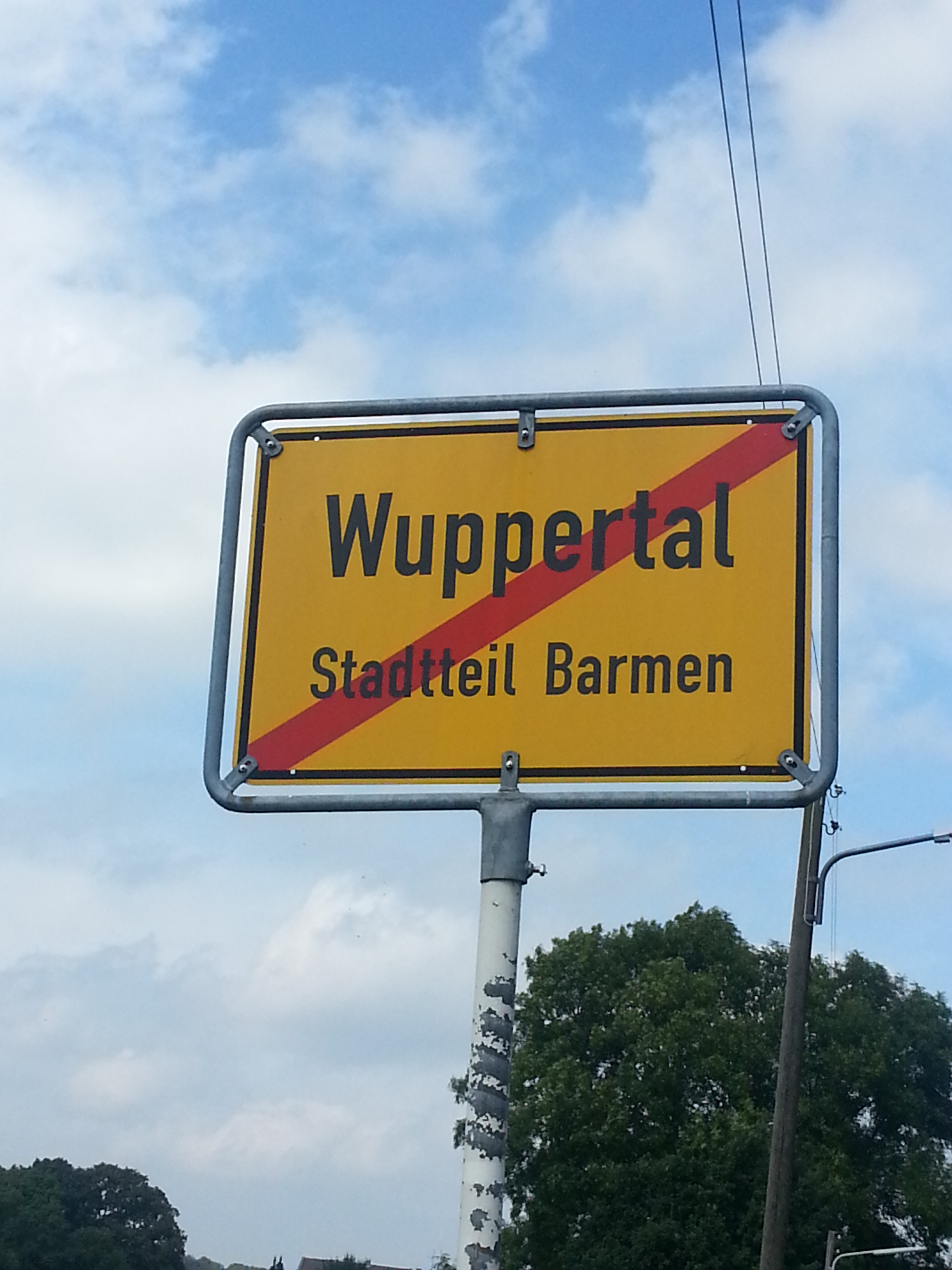
Wuppertal-Barmen, einde bebouwde kom
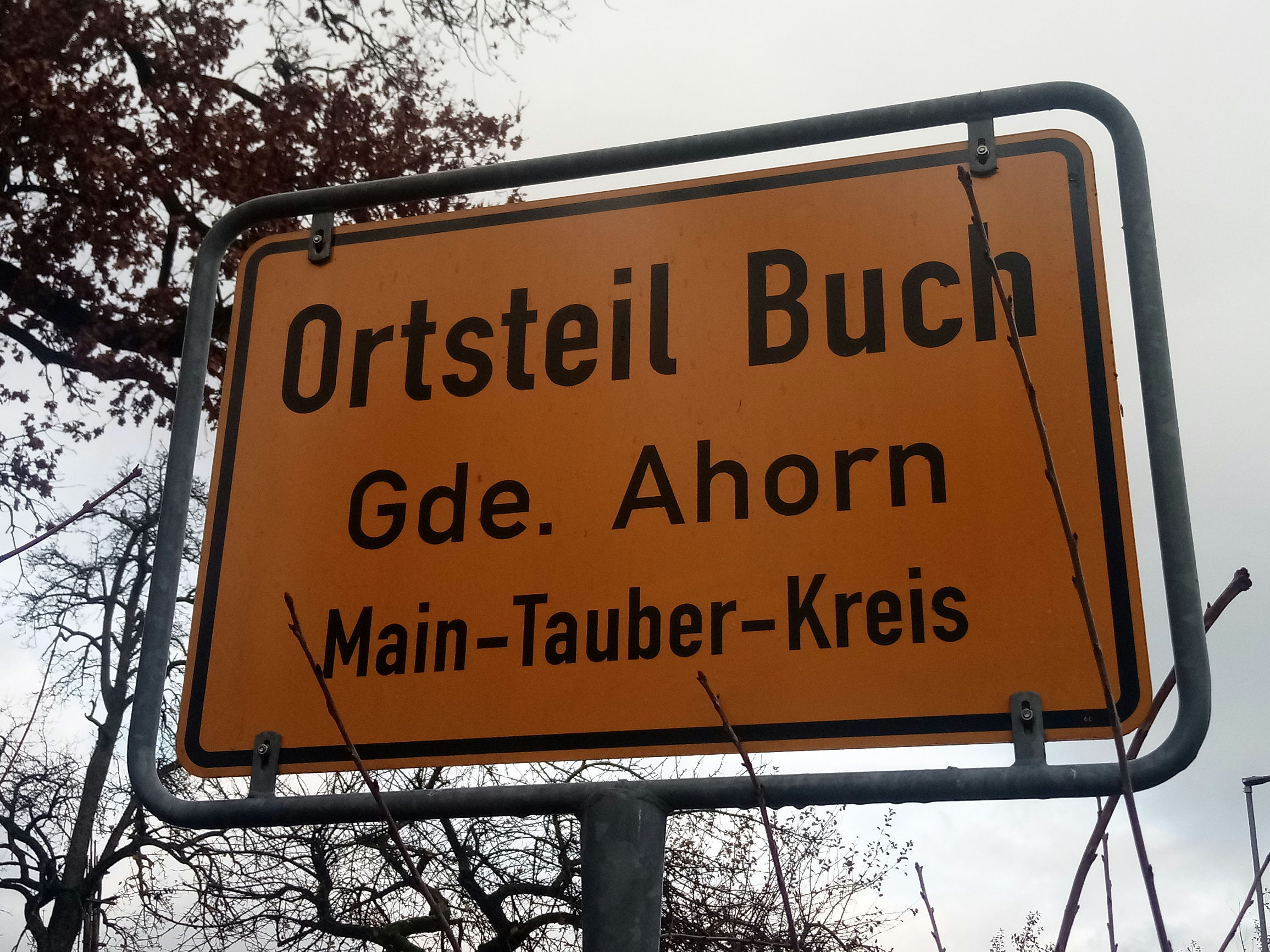
Buch in Ahorn (Baden)